# Jørgen Brems Dalgaard
Jørgen Brems Dalgaard (født 11. juni 1918 i Viborg, død 24. juni 2002 i Aarhus) var en dansk læge, retsmediciner og Aarhus Universitets første professor i retsmedicin.

## Karriere
Dalgaard tog i 1936 sin gymnasiale studentereksamen og lægevidenskabsstudiet blev afsluttet med eksamen i 1943 fra Aarhus Universitet. Da han i 1937 skulle bestå prøven "Filosofikum" på universitet, faldte filosofiprofessoren, der eksaminerede ham, Kort K. Kortsen (1882-1939) flere gange i søvn under eksamen, da denne led af kraftig demens. Under lægestudiet arbejdede han i en kortere periode som frivillig under Vinterkrigen i Finland.
Efter endt uddannelse tog Dalgaard til Sverige, hvor han i krigsårene 1943-45 arbejdede som læge ved Den Danske Brigade. I 1945 blev han ansat som videnskabelig assistent på Anatomisk Institut ved Aarhus Universitet. I 1949 blev han ansat på Århus Kommunehospitals patologiske institut, hvor han også fik en doktorgrad året efter. Dalgaard blev i 1951 speciallæge i patologisk anatomi og histologi. Han forlod Kommunehospitalet i 1952.
I årene 1952-55 var Jørgen Dalgaard overlæge i Hæren. I de sidste måneder af hans ansættelse i Hæren blev han ansat som prosektor ved Gades Institut på Universitetet i Bergen, hvor han var med til at foretage obduktioner indtil 1958. I 1959 var han "Visiting Professor" i patologi og retsmedicin ved Mayo Clinic på University of Minnesota i USA.
Aarhus Universitet oprettede i 1959 Institut for retsmedicin og Jørgen Dalgaard blev ansat som den første professor. Her forskede han blandt andet i årsagerne til dødsfald og skader ved trafikulykker, og var en af hovedpersonerne i argumentationen for at det i Danmark skulle være lovpligtigt at bruge sikkerhedssele ved bilkørsel, styrthjelm ved motorcykel- og knallertkørsel, ligesom promillegrænserne blev fastsat i 1976.
Dalgaards formidling af sit retsmedicinske arbejde var i øvrigt medvirkende til, at kulilteforgiftninger blev sjældnere i Danmark og at der kom en bestemmelse som foreskrev obduktion og toksikologiske undersøgelser skulle foretages ved dødsfald i forbindelse med misbrug af euforiserende stoffer, der førte til forøget viden inden for området.
Jørgen B. Dalgaard var blandt andet hædret som Ridder af 1. grad af Dannebrog, modtog Frihedskorset af 4. klasse og Dansk Røde Kors’ medalje.

## Tillidshverv
- Medlem af British Association in Forensic Medicine
- Medlem af The Medico-Legal Society
- Medlem af Deutsche Gesellschaft fur Rechtsmedizin
- Medlem af Société de Medicine Legale et de Criminologie de France
- Danmarks repræsentant i OECDs underudvalg vedr. »Alcohol, Drugs and Traffic«
- Danmarks repræsentant i WHOs forskningsgruppe vedr. »Suicide Prevention and Research«
- Medredaktør af Zeitschrift fUr Rechtsmedizin/Journal of Forensic Medicine

## Privat
Han var søn af overinspektør af Johannes N.B. Dalgaard (død 1959) og hustru Laura (født Brems) (død 1953).
Jørgen Dalgaard er begravet på Viborg Kirkegård, i samme gravsted som bilfabrikant Julius Brems.